# Nevado Anallajsi
El Nevado Anallajsi és un estratovolcà de Bolívia que s'eleva fins als 5.750 msnm. Es desconeix la data de la seva darrera erupció, però les seves colades de lava més joves semblen haver sortir des d'una fissura al flanc nord de la muntanya. La composició principal del volcà és d'andesita i dacita. Es troba sobre un altiplà compost d'ignimbrita. El volcà cobreix una superfície de 368,8 km² i té 10,2 milions d'anys segons el seu estat d'erosió, mentre que altres estimacions indiquen una edat de 2,6 milions d'anys.